# Tirà crestat de Puerto Rico
El tirà crestat de Puerto Rico (Myiarchus antillarum) és un ocell de la família dels tirànids (Tyrannidae).

## Hàbitat i distribució
Habita el bosc obert i manglars de Puerto Rico, incloent les illes Vieques i Culebra i les illes Verges.